# Thyra im Südharz
Die Thyra im Südharz ist ein FFH-Gebiet in der Landstadt Kelbra (Kyffhäuser) und den Gemeinden Berga und Südharz im Landkreis Mansfeld-Südharz in Sachsen-Anhalt.

## Allgemeines
Das FFH-Gebiet ist 20,6 Hektar groß. Es ist abschnittsweise durch das FFH- und EU-Vogelschutzgebiet „Buchenwälder um Stolberg“ sowie das FFH-Gebiet „Reesberg“ unterbrochen und überlagert sich vielfach mit dem Landschaftsschutzgebiet „Harz und südliches Harzvorland“ sowie im Süden mit dem Landschaftsschutzgebiet „Helmestausee Berga-Kelbra“. Weiterhin überlagert es sich mit dem Flächennaturdenkmal „Flusslauf und Uferzone Thyra von Gipswerke Mittelmühle“. Das FFH-Gebiet ist durch die Landesverordnung zur Unterschutzstellung der Natura 2000-Gebiete im Land Sachsen-Anhalt (N2000-LVO LSA) seit dem 21. Dezember 2018 rechtlich gesichert. Zuständige untere Naturschutzbehörde ist der Landkreis Mansfeld-Südharz.

## Beschreibung
Das FFH-Gebiet liegt im Südharz größtenteils innerhalb des Biosphärenreservats Karstlandschaft Südharz und des Naturparks Harz/Sachsen-Anhalt. Es umfasst Abschnitte der Thyra zwischen Stadt Stolberg (Harz) und der Mündung der Thyra in die Helme südlich von Berga sowie der Quellbäche der Thyra, Lude bzw. Große Wilde und der ihr zufließenden Schmalen Lude.
Die Thyra und die ihr zufließenden Bäche als schnell fließende, sauerstoffreiche und sommerkühle Gewässer durchfließen vielfach bewaldete Gebiete. Insbesondere in den Ortslagen von Stadt Stolberg (Harz), Rottleberode, Bösenrode und Berga ist die Thyra stark ausgebaut und in ihrem Unterlauf nahezu durchgehend begradigt. Unterhalb von Rottleberode durchfließt sie überwiegend offene Bereiche. Sie wird hier vielfach von Gehölzen begleitet.
In den Fließgewässern des FFH-Gebietes ist nur unzureichend entwickelte Wasservegetation zu finden. Diese ist überwiegend als Wasserstern-Fluthahnenfuß-Gesellschaft ausgebildet. Bachbegleitende Hochstaudenfluren werden unter anderem von Bachbunge und Schmalblättrigem Merk gebildet.
Die Fließgewässer beherbergen unter anderem Bachforelle, Bachschmerle, Elritze, Groppe und Bachneunauge. Weiterhin sind Springfrosch, Berg- und Fadenmolch und Feuersalamander im FFH-Gebiet ebenso heimisch wie die Vogelarten Wasseramsel und Gebirgsstelze. Die Ufergehölze beherbergen unter anderem Schwarzspecht, Grauspecht und Wendehals. Der Unterlauf der Thyra ist Lebensraum des Fischotters.